# Arrhytmus perrieri
Arrhytmus perrieri är en skalbaggsart som beskrevs av Leon Fairmaire 1903. Arrhytmus perrieri ingår i släktet Arrhytmus och familjen långhorningar.
Artens utbredningsområde är Madagaskar. Inga underarter finns listade.